# Antílop girafa
L'antílop girafa (Litocranius walleri) és una espècie d'antílop de coll llarg que viu als matollars i estepes secs de l'Àfrica oriental. El seu nom en somali, gerenuk, significa ‘coll de girafa’. És l'únic membre del gènere Litocranius.
Els antílops girafa tenen un cap petit per al seu cos, però orelles i ulls grans. A diferència de les femelles, els mascles tenen banyes i un coll més musculat. Tenen l'esquena marró i la part ventral més lleugera. Tenen una cua curta i negra. L'antílop girafa fa uns 150 cm del cap a la cua. Els mascles són una mica més grans que les femelles, fan 89-105 cm, mentre que les femelles en fan 80-100. El mascle (45 kg) també és més pesant que la femella (30 kg).